# マタマツクタマノムラヒメ
マタマツクタマノムラヒメ（真玉著玉之邑日女、真玉着玉之邑日女、真玉著玉邑姫、真玉着玉邑姫）は、『出雲国風土記』に登場する神。

## 概要
『出雲国風土記』神門郡の朝山郷条に登場するオオナモチの妻神で、カムムスヒの御子神と伝わる。他には見られない。注釈書等によって神名を真玉著玉之邑日女命とする説と真玉着玉之邑日女命とする説とで校訂に異同がある。

## 記述

### 出雲国風土記

#### 神門郡
朝山郷。郡家の東南五里五十六歩にある。神魂命の御子である真玉著（着）玉邑日女命がここに鎮座していた。その時、所造天下大神である大穴持命が女神と結婚なさって、毎朝この地へお通いになった。故に、朝山と言うようになった。

## 考証
土地の主権を握る土着の女神とする説や「マ」を接頭辞、「ツク」を精霊の依り憑く意と捉えて玉依比売信仰の一種とする説、「タマムラヒメ」を「魂の村姫」と解して集落の首長である最高位の巫女のこととする説、「玉」を美しさの比喩表現と見て邑に坐す美しい女神の意とする説などが唱えられている。この他、『出雲国風土記』意宇郡の母理郷条にあるオオナモチの「玉珍（たま）置き賜ひて守らむ」という言動に注目して「マタマツク」を「玉珍置き賜ひ」に対応している語とし、マタマツクタマノムラヒメとの婚姻を神話的に説明したものが当該箇所での記述ではないかとも推測されている。なお、「マタマツク」は『万葉集』674・1341・2973番歌にも用例があり、「マ」は美称、「タマツク」は玉を着用する意とされ、緒（を）を通して玉を身に付けることから「を」の語に係る枕詞だと考えられている。
朝山郷条での記述はマタマツクタマノムラヒメとオオナモチの妻問婚を書く一方、夜に男神が訪れ朝には帰っていく神婚の基本形式から逸脱していることが指摘されており、朝山という地名が成立した後に当該説話が付随するようになった可能性が高いものの、天皇の妻問婚伝承においては夜への拘りが薄い点から、所造天下大神という王であるオオナモチが持つ常識に対する超越性をこの条から見いだす意見がある。また、『出雲国風土記』におけるカムムスヒの御子神とオオナモチとの婚姻は、マタマツクタマノムラヒメの他に出雲郡宇賀条のアヤトヒメにも見られる。『出雲国風土記』各条で記されているオオナモチの妻問い伝承やカムムスヒとの関係性は『古事記』の神話を前提に構想されたものであり、オオナモチと婚姻関係を結ぶ説話を作り出すことによってあらゆる神々が所造天下大神へ統括されていく過程があったと推定されている。
市森神社（島根県出雲市稗原町）では祭神の阿陀加夜怒志多岐吉比売命（アダカヤヌシタキキヒメ）の父神を大国主命、母神を玉邑比売命（タマムラヒメ）としており、『出雲国風土記』に無い由緒が伝わっている。

## 祀る神社
- 朝山神社（島根県出雲市朝山町） - 主祭神  - 式内社の朝山神社に比定され、相殿に神魂命と大己貴命を祀る[6]。旧暦の十月一日から十日までの間に神有祭が行われる[13]。神有祭で全国からやって来る神々は十日まで朝山神社に集まった後、出雲大社へ移動するとの伝承が遺されている[8]。『出雲国風土記』神門郡の神祇官社である浅山社に比定される[1]。